# Roudouallec
Roudouallec är en kommun i departementet Morbihan i regionen Bretagne i nordvästra Frankrike. Kommunen ligger i kantonen Gourin som tillhör arrondissementet Pontivy. År 2022 hade Roudouallec 715 invånare.

## Befolkningsutveckling
Antalet invånare i kommunen Roudouallec
| Referens: INSEE |